# Kaneldue
Kaneldue (latin: Turtur brehmeri) er en dueart, der lever i Afrika (fra Guinea til Uganda).